# Иннолово
И́ннолово (фин. Innala) — деревня в Аннинском городском поселении Ломоносовского района Ленинградской области.

## История
Впервые деревня Иннала (фин. Innala) упоминается в метрических книгах лютеранского прихода Хиетамяки 1756—1760 годов, её жителями были семьи — Инна, Матикайнен и Лавонен.
Обозначена на карте Санкт-Петербургской губернии А. М. Вильбрехта 1792 года как Ингелова.
Деревня являлась вотчиной великого князя Константина Павловича из которой в 1806—1807 годах были выставлены ратники Императорского батальона милиции.
На «Топографической карте окрестностей Санкт-Петербурга» Военно-топографического депо Главного штаба 1817 года упомянута деревня Иннолова из 7 дворов.

ИННОЛОВОЙ — деревня принадлежит государю великому князю Константину Николаевичу, число жителей по ревизии: 36 м. п., 25 ж. п. (1838 год)

В пояснительном тексте к этнографической карте Санкт-Петербургской губернии П. И. Кёппена 1849 года она записана как деревня Innaukulä, Innala, Innalowa, Madekaisi (Иннолова, Мадикази), а также указано количество её жителей на 1848 год: савакотов — 45 м. п., 55 ж. п., всего 100 человек.

ИННОЛОВА — деревня Красносельской удельной конторы Шунгоровского приказа, по просёлочной дороге, число дворов — 10, число душ — 37 м. п. (1856 год)

В 1860 году деревня Иннолова насчитывала 18 дворов.

ИННОЛОВО — деревня Павловского городского правления при ручье Инноловском, по левую сторону Нарвского тракта, в 16 верстах от Петергофа, число дворов — 17, число жителей: 37 м. п., 55 ж. п. (1862 год)

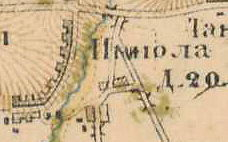
Деревня Иннолово на карте 1885 года

В 1885 году деревня насчитывала 20 дворов.
В конце XIX — начале XX века деревня административно относилась Константиновской волости 1-го стана Петергофского уезда Санкт-Петербургской губернии. По приходским данным население деревни было исключительно финским.
В 1908 году в деревне открылась первая школа. Учителем в ней работал Т. Тиснекка.
К 1913 году количество дворов уменьшилось до 18.
С 1917 по 1919 год деревня Иннолово входила в состав Ямалайзского сельсовета Шунгоровской волости Петергофского уезда.
С 1919 года в составе Стрельно-Шунгоровской волости.
С 1923 года в составе Стрельнинской волости Троцкого уезда.
Согласно данным переписи населения СССР 1926 года в деревне Иннолово проживали 133 человека — все финны, кроме одной русской семьи.
С 1927 года в составе Урицкого района.
С 1928 года в составе Шунгоровского сельсовета. В 1928 году население деревни Иннолово составляло 134 человека.
С 1930 года в составе Ленинградского Пригородного района.

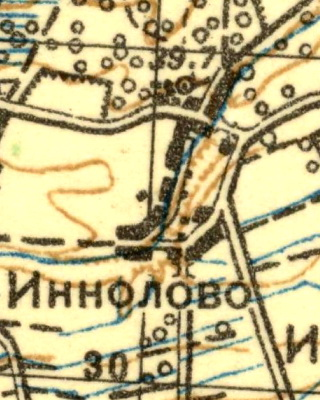
Деревня Иннолово на карте 1931 года

Согласно топографической карте 1931 года деревня насчитывала 30 дворов.
По данным 1933 года деревня Иннолово входила в состав Шунгоровского финского национального сельсовета Ленинградского Пригородного района.
С 1936 года в составе Красносельского района.
Деревня была освобождена от немецко-фашистских оккупантов 20 января 1944 года.
С 1955 года в составе Ломоносовского района.
С 1963 года в составе Гатчинского района.
С 1965 года вновь в составе Ломоносовского района. В 1965 году население деревни Иннолово составляло 331 человек.
По данным 1966 года деревня Иннолово находилась в составе Шунгоровского сельсовета.
По данным 1973 и 1990 годов деревня Иннолово входила в состав Аннинского сельсовета Ломоносовского района.
В 1997 году в деревне проживали 246 человек, в 2002 году — 244 человека (русские — 80 %), в 2007 году — 233.

## География
Деревня находятся в северо-восточной части района на автодороге 41К-139 (Аннино — Разбегаево).
Расстояние до посёлка Аннино — 6 км.
Расстояние до ближайшей железнодорожной станции Горелово — 10 км.

## Демография
| 1862 | 2002 | 2007 | 2010 | 2017 |
| ---- | ---- | ---- | ---- | ---- |
| 92   | ↗244 | ↘233 | ↗262 | ↗302 |

## Улицы
Альпийская, Аптекарский переулок, Благодатная, Богатырский переулок, Большая Лифляндская, Боярская, Варяжская, Венский переулок, Весовая площадь, Весовой переулок, Вознесенская, Гусиный переулок, Долинная, Дружбы, Заречная, Заставская, Инноловский тракт, Комсомольская, переулок Мечты, Мытнинский переулок, Новгородская, Озёрный переулок, Октябрьская, Ореховецкая, Песчаный переулок, Плюсский переулок, Пляжная, Пожарный переулок, Посадская, Прибрежный переулок, Пушкарская, Ручейный переулок, Рыбацкая, Сельский переулок, Славянская, Старорусская дорога, Стрелецкая улица, Фельдшерский проезд, Центральная, Чистопрудная, Штурмовая улица.